# Sturz der Titanen
 Sturz der Titanen  (Original: Fall of Giants) ist ein im Lübbe-Verlag erschienener Roman des britischen Schriftstellers Ken Follett. Das Buch wurde am 28. September 2010 in 16 Ländern veröffentlicht. Es ist der erste Teil der Trilogie Die Jahrhundert-Saga (Original: The Century Trilogy), Teil 2 erschien am 18. September 2012 unter dem Titel Winter der Welt (Original: Winter of the World). Der dritte Teil erschien 2014 unter dem Titel Kinder der Freiheit (Original: Edge of Eternity).

## Inhalt
Die Handlung dreht sich hauptsächlich um fünf Familien in Europa und Amerika vor, während und kurz nach dem Ersten Weltkrieg. Ein junger Mann mit Verbindungen nach England entstammt einer deutsch-österreichischen Aristokratenfamilie und muss als deutscher Offizier in den Krieg. Ein walisisches Mädchen aus einer Bergarbeiterfamilie kämpft für die Frauenrechte nachdem sie von ihrem Earl ein Kind erwartet und nichts machen kann. Eine walisische Adelsfamilie bewegt sich zwischen konservativen (der Earl) und liberalen (seine Schwester) Werten. Ein aufstrebender amerikanischer Politiker setzt sich mit aller Macht für den Frieden ein. Und zwei Brüder aus Russland gehen unterschiedliche Wege, einer wird zum idealistischen Revolutionär unter Lenin, und der andere sucht in den USA sein Glück. Ihre Schicksale verflechten sich vor dem Hintergrund des sich zuspitzenden Konfliktes in Europa, der die alten Machtverhältnisse neu ordnet.
Der Roman beginnt beim 13-jährigen William Williams, genannt Billy Twice, dem Sohn eines Gewerkschaftsfunktionärs. Er erlebt seinen ersten Tag in den Kohleminen von Aberowen in Wales.
Ethel Williams, die ältere Schwester von Billy, arbeitet als Dienerin auf dem Anwesen des Earls Edward Fitzherbert. Nachdem sie von ihm schwanger geworden ist, muss sie das Anwesen verlassen, bekommt jedoch ein Haus in London.
In den Kohleminen von Aberowen passiert ein Unglück, wobei die miserablen Sicherheitsmaßnahmen der Kohlefirma ans Licht kommen. Während des Unglücks wird Billy zum Helden, der vielen Arbeitern das Leben rettet. Die Witwen der bei dem Unfall Verstorbenen werden aus ihren Miethäusern geworfen, woraufhin ein Streik der Gewerkschaft anfängt. Der Streik ist nicht erfolgreich.
Walter von Ulrich, Mitarbeiter der deutschen Botschaft in London, verliebt sich in Maud, die Schwester des Earls Fitzherbert. Nach Beginn des Ersten Weltkrieges muss Walter England verlassen. Am Tag vor der Abreise heiraten Maud und Walter heimlich.
Grigori Peschkow, Metallarbeiter in den Putilow-Werken von Petrograd, träumt davon, in die Vereinigten Staaten auszuwandern. Am Tag seiner Abfahrt tötet sein Bruder Lew einen Polizisten. Grigori gibt Lew seine Fahrkarte und bleibt in Russland.
Gus Dewar, Sohn eines amerikanischen Senators, steigt zu einem der engsten Vertrauten von Präsident Woodrow Wilson auf und fungiert als Spezialist für europäische Außenpolitik als dessen Berater.
Im Ersten Weltkrieg muss Walter von Ulrich zunächst an der Ostfront kämpfen. Anschließend wird er an die Westfront versetzt, trifft hier am Heiligabend 1914 während einer Feuerpause sogar auf Earl Fitzherbert.
Billy Twice muss auf die Westfront, zur Einheit der „Aberowen Pals“. Der Befehlshaber seiner Einheit ist Earl Fitzherbert, den er hasst, weil er seine Schwester geschwängert hat.
Während des Krieges setzen sich Maud Fitzherbert und Ethel Williams gemeinsam für Frauenrechte ein.
Lew Peschkow kommt nach einem längeren Zwischenstopp in Wales in den Vereinigten Staaten an. Hier arbeitet er für Joseph Vyalov, den Besitzer mehrerer Bars und Hotels. Als Joseph Vyalovs Tochter Olga ein Kind von ihm bekommt, zwingt Joseph sie zur Heirat.
Die Aberowen Pals werden nach Russland versetzt. um dort die Rote Armee zu bekämpfen. Sergeant Billy Twice schreibt seiner Schwester Ethel darüber, die dann die Hände-weg-von-Russland-Kampagne startet. Billy wird aus diesem Grund für 10 Jahre ins Gefängnis gesteckt, doch er wird wieder freigelassen. Er heiratet Mildred, eine Freundin von Ethel.
Während der Friedensverhandlungen in Paris geben Walter und Maud ihre Ehe bekannt. Sie leben anschließend in bescheidenen Verhältnissen in Deutschland, und Maud muss in einem Nachtclub musizieren.
Ethel und Billy werden nach dem Krieg Abgeordnete im Unterhaus.
Gus, mittlerweile mit der Journalistin Rosa liiert, setzt sich zusammen mit dem Präsidenten für die Bildung eines Völkerbundes ein, der weltweiten Frieden garantieren soll.
Grigori nimmt an der Oktoberrevolution teil, wohnt zusammen mit der zurückgelassenen Freundin seines Bruders Lew Katherina im Kreml und gehört zur neuen russischen Elite.
Lew wird von Joseph Vyalov auf Grund seiner anhaltenden Untreue gezwungen, sich freiwillig für die Armee zu melden. Nach seiner Rückkehr tötet er Joseph Vyalov in einer Schlägerei und übernimmt dessen durch die Prohibition bedrohtes Geschäft. Seine Lösung fürs bedrohte Geschäft ist, Whisky aus Kanada illegal zu importieren und verkaufen.

## Figuren des Romans

### Amerikaner
Gus Dewar,
Sohn des amerikanischen Senators Cameron Dewar aus Buffalo.
Joseph Vyalov,
ein Geschäftsmann
Lena Vyalov,
seine Frau
Olga Vyalov,
seine Tochter
Rosa Hellman,
eine einäugige Reporterin

### Russen
Grigori Peschkow
Grigori stammt ursprünglich aus einer Gegend südöstlich von Moskau und ist dort auf dem Bauernhof der Eltern aufgewachsen. Als er elf Jahre alt ist, wird sein Vater gehängt. Die Familie zieht daraufhin nach Sankt Petersburg. Seine Mutter wird beim Petersburger Blutsonntag 1905 erschossen. Er wird Dreher in den Putilow-Werken in Sankt Petersburg. Ursprünglich wollte er in die Vereinigten Staaten auswandern. Als sein Bruder Lew jedoch wegen Mordverdachts gesucht wird, tritt kurzerhand dieser die Schiffsreise an. Er kümmert sich daraufhin um Katherina, die schwangere Freundin seines Bruders. Als der Erste Weltkrieg beginnt, wird er eingezogen und muss an der Front kämpfen. Kurz bevor er an die Front versetzt wird, heiratet er Katherina. Im Zuge der Oktoberrevolution macht er rasch bei den Bolschewiken Karriere und wird Berater von Leo Trotzki.
Er wird im Buch (im Gegensatz zu seinem Bruder Lew) als gewissenhafter Charakter dargestellt, der sich für Politik interessiert und um sein Umfeld kümmert. Er ist Bolschewik und steht der Religion ablehnend gegenüber.
Lew Peschkow
Grigori Peschkows jüngerer Bruder, geht mit seinem Bruder Grigori nach Sankt Petersburg, als sein Vater hingerichtet wird. Danach arbeitet er als Stallbursche in den Putilow-Werken. Mit Kartenspieltricks hat er einen Hinzuverdienst, den er oft für Bars und Frauen ausgibt. Als er unter Mordverdacht steht, muss er aus Russland fliehen. Er tritt daraufhin eine Schiffsreise in die Vereinigten Staaten an, die eigentlich für seinen Bruder bestimmt war. Jedoch endet die Reise bereits in Cardiff. Um die Weiterreise in die USA finanzieren zu können, verdingt er sich als Bergbauarbeiter in Aberowen. Auch dort betrügt er beim Kartenspiel und verdient sich Geld hinzu. Als sein Falschspiel jedoch auffliegt, muss er aus Aberowen fliehen. Mit dem gewonnenen Geld wandert er in die USA aus. Dort angekommen geht er nach Buffalo und ist für Joseph Vyalov als Stallbursche tätig. Nach kurzer Zeit wird er jedoch dessen Chauffeur und Leibwächter. Als er dessen Tochter Olga schwängert, muss er sie heiraten. Danach führt er einen Nachtclub seines Schwiegervaters. Als Joseph Vyalov entdeckt, dass er eine Affäre mit der Nachtclubsängerin Marga hat, wird er aus dieser Position entfernt. Bald darauf muss er in den Ersten Weltkrieg einrücken. Nach dem Ersten Weltkrieg tötet er bei einer Schlägerei Joseph Vyalov und übernimmt anschließend sein Geschäftsimperium.
Lew ist ein leichtfertiger Zeitgenosse, der sein (durch Falschspiel) verdientes Geld oft in Bars und für Frauen ausgibt. Da er schlecht mit Geld umgehen kann, ist er oft in kleinkriminelle Aktivitäten, wie Hehlerei, Diebstahl oder Falschspiel verwickelt. Außerdem hat er eine Schwäche für Frauen und hat mehrere uneheliche Kinder (mit Katherina und Marga).
Katherina
Katherina ist ein Bauernmädchen, das 1914 nach Sankt Petersburg kommt. Grigori verschafft ihr eine Anstellung in den Putilow-Werken. Sie beginnt eine Beziehung mit Lew, der sie jedoch verlassen muss, als er wegen Mordverdacht aus Russland fliehen muss. Einige Monate später bringt sie ihren gemeinsamen Sohn Wladimir zur Welt. Grigori kümmert sich um Katherina und nimmt ihr Kind als seinen Sohn an. Bei Kriegsausbruch heiraten die beiden. Nach dem Krieg bekommen sie noch eine gemeinsame Tochter namens Anja.
Fürstin Bea
Die Frau von Earl Edward Fitzherbert. Sie kam ursprünglich aus Russland und lebt nach der Heirat mit Fitzherbert zusammen in Wales. In Russland lebte sie wohlhabend und hatte mehrere Ländereien, die ihr im Zuge der Russischen Revolution verloren gingen.

### Deutsche und Österreicher
Walter von Ulrich
Walter von Ulrich ist der Sohn des deutschen Diplomaten Otto von Ulrich. Er selbst ist Militärattaché der deutschen Botschaft. Vor dem Krieg lebt er in London, da er sehr gut Englisch spricht. In seiner Kindheit hatte er oft das Anwesen Tý Gwyn besucht und war daher gut mit dem damals noch jungen Earl Edward Fitzherbert, dem er auch den Namen Fitz gab, befreundet. Außerdem verliebte er sich in Lady Maud, die Schwester des Earls. Doch ihre gegenseitige Liebe entflammte erst, als sie sich bei dem Besuch des Königs auf Tý Gwyn wieder sahen. Sie wollten von da an heiraten, konnten es aber wegen des bevorstehenden Krieges und der damit verbundenen Feindseligkeit zwischen Deutschland und England nicht, weshalb sie erst kurz vor Beginn des Krieges heimlich heirateten. Schließlich musste Walter auch an die Front in Frankreich.
Otto von Ulrich
Walters konservativer Vater. Er glaubt an die Dolchstoßlegende, und er und sein Sohn haben ein angespanntes Verhältnis.
Graf Robert von Ulrich
Walters homosexueller Cousin. Er ist Österreicher, also kämpft er an der Ostfront. Er kommt in russische Kriegsgefangenschaft, doch nach Kriegsende kommt er zurück nach Österreich. Er unterstützt Hitler.

### Waliser
Earl Edward Fitzherbert, genannt „Fitz“
Fitz ist ein reicher Earl mit Sitz im Oberhaus. Er ist mit Bea verheiratet, einer russischen Fürstin. Vor dem Krieg schwängert er Ethel Williams, seine Haushälterin, und bringt sie dann zu einem Haus in London. Während des Kriegs wird er Kommandant der Aberowen Pals, wird jedoch am Bein verletzt, wodurch er nur noch humpeln kann. Er ist großer Gegner der Bolschewisten.
Lady Maud Fitzherbert, seine Schwester
Lady Maud ist eine Suffragette, die sich in den Deutschen Walter von Ulrich verliebt. Bevor der Krieg ausbricht, heiraten sie heimlich.
David Williams, genannt „Dah“
Cara Williams, seine Frau, genannt „Mam“
Ethel Williams, ihre Tochter
Ethel arbeitet als Hausmädchen im Herrenhaus von Earl Edward Fitzherbert. Sie beginnt eine Affäre mit ihm und wird schwanger. Daher muss sie ihre Arbeitsstelle aufgeben und Aberowen verlassen, da ihr Vater, nachdem er die Schwangerschaft bemerkt hat, sie verstoßen hat. Fitz kauft ihr jedoch ein kleines Häuschen in London, wo sie wohnen kann. Nachdem sie ihren Sohn Lloyd zur Welt gebracht hat, näht sie (da zwischenzeitlich der Erste Weltkrieg ausgebrochen ist), Uniformen für die Britische Armee. Sie freundet sich mit Maud an und beginnt, sich in der Suffragettenbewegung zu engagieren. Sie kämpfen insbesondere für das Frauenwahlrecht. Währenddessen heiratet sie und bekommt eine Tochter. Sie tritt der Labour Party bei und lässt sich, nachdem das Frauenwahlrecht eingeführt wurde, als Kandidatin für einen Sitz im Unterhaus aufstellen.
Bei dieser Wahl gewinnt sie einen Sitz und kann als eine der ersten Frauen ins Unterhaus einziehen.
Billy Williams, Ethels jüngerer Bruder
Billy muss bereits als Dreizehnjähriger in der Kohlengrube von Aberowen als Grubenjunge arbeiten. Er bekommt von seinen Kollegen den Spitznamen „Billy-with-Jesus“ verpasst. Als der Erste Weltkrieg beginnt, meldet er sich freiwillig für die Front. Er wird nach Nordfrankreich an die Westfront versetzt und kämpft dort gegen die Deutschen. Er macht rasch Karriere und wird zum Sergeant befördert. Kurz vor Kriegsende wird er zu einem geheimen Einsatz zur Unterstützung der Weißen Armee und der Tschechoslowakischen Legionen nach Wladiwostok versetzt. Als er seiner Schwester in Briefen von dem Einsatz in Sibirien erzählt, wird er von seinem Vorgesetzten Earl Fitzherbert wegen Hochverrat angeklagt. Er wird zu zehn Jahren Zwangsarbeit im Militärgefängnis verurteilt. Jedoch muss er bereits ein Jahr später auf öffentlichen Druck der Presse wieder freigelassen werden. In Aberowen wird er nach seiner Rückkehr als Held gefeiert und wird bei der nächsten Unterhauswahl als Abgeordneter der Labour Partei gewählt.
Im Roman werden Billy durchwegs positive Charakterzüge zugeschrieben. Er ist sehr gerechtigkeitsbewusst und ist stets bereit sich für schwächere Mitmenschen einzusetzen. Bei einem Grubenunglück in Aberowen rettet er eigenhändig einige Kohlekumpel vor dem sicheren Tod. Auch im Ersten Weltkrieg zeichnet er sich durch große Tapferkeit und Führungsstärke aus und wird von seinen Kameraden geschätzt. Seinen Vorgesetzten, insbesondere Earl Fitzherbert, steht er oft kritisch gegenüber, da er der Ansicht ist, dass Offiziere nur nach ihrer adeligen Herkunft und nicht nach ihrer Kompetenz ausgewählt werden. Anfangs ist er sehr religiös, besucht regelmäßig den Gottesdienst der Bethesda-Kapelle, wendet sich aber bald von der Religion ab. Politisch ist er links eingestellt und sympathisiert mit den Bolschewiken, bzw. mit der Oktoberrevolution. Er ist gegen das etablierte System in England und die Vorherrschaft der Aristokratie. Er engagiert sich bei der Labour Party.

## Kritik
„Unterhaltung und Unterrichtung der Leser stimmen bei Follett überein. Schönfärben, die Hauptaktivität des Trivialromans, ist seine Sache nicht, auch für die Menschenverachtung der Kriegsherrn und das Grauen der Materialschlachten findet sein so anonymer wie allwissender Erzähler eine angemessene, mithin realistische Sprache. Was unterscheidet diesen handwerklich perfekten Roman dann noch von wirklich großer Kunst? In Thomas Manns Erzählung „Tonio Kröger“ heißt es vom Tanzlehrer François Knaak, er sei so beliebt, weil er eben „nicht in die Dinge hinein“ schaue, ihnen nicht wirklich auf den Grund gehe. Diese Bewandtnis hat es auch mit dem Groß-Schriftsteller Ken Follett: Er zeigt uns die Welt und deren Akteure konsequent und ausschließlich nur von außen. Das limitiert sein erzählerisches Vermögen und macht ihn beliebt. Andererseits aber gibt er den Lesern so auch die Freiheit, die Leerstellen seines Schreibens mit ihrer eigenen Phantasie zu füllen.“

„Trotz peinlicher Sexszenen auf Groschenromanniveau und wie Untertassen dahinfliegender Dialoge: Ken Folletts neuer Roman ist gut recherchiert und freundlich-sozialdemokratisch - einer Verfilmung im Öffentlich-Rechtlichen steht nichts im Weg.“

## Ausgaben
Das Buch ist in unterschiedlichen Ausgabeformen im Handel erhältlich.
- Hardcover-Version (Bastei Lübbe, 1.022 Seiten Ersterscheinung: 28. September 2010, ISBN 978-3-7857-2406-4.)
- Taschenbuch (Bastei Lübbe, 1.038 Seiten, Ersterscheinung: 30. März 2012, ISBN 978-3-404-16660-2.)
- Hörbuch (Lübbe Audio, 12 CDs, 930 Minuten, Ersterscheinung: 28. September 2010, ISBN 978-3-7857-4400-0.)
- Download-Version (Lübbe Audio, 12 CDs, 930 Minuten Ersterscheinung: 28. September 2010, ISBN 978-3-8387-6666-9.)
- EBOOK (Lübbe Digital EBOOK (Download) Ersterscheinung: 28. September 2010, ISBN 978-3-8387-0202-5.)
- enhanced E-Book (Lübbe Digital (Download) Ersterscheinung: 28. September 2010, ISBN 978-3-8387-0328-2.)
- ungekürztes Hörbuch (Audible.de, 37 Stunden) Ersterscheinung: 2010

## Belege
1. ↑  ken-follett.com Fall of Giants … (Memento des Originals vom 15. Oktober 2012 im Internet Archive)  Info: Der Archivlink wurde automatisch eingesetzt und noch nicht geprüft. Bitte prüfe Original- und Archivlink gemäß Anleitung und entferne dann diesen Hinweis., Englisch, abgerufen am 26. Oktober 2010
2. ↑  Jochen Hieber: Die Renaissance des Schützengrabens. faz.de, abgerufen am 28. Januar 2011.
3. ↑  Jochen Hieber: Die Renaissance des Schützengrabens, Artikel in der Frankfurter Allgemeinen Zeitung vom 16. Oktober 2010, abgerufen am 27. Dezember 2012.
4. ↑  Gustav Seibt: Die feurige Maud. In: sueddeutsche.de. 2010, ISSN 0174-4917 (sueddeutsche.de [abgerufen am 9. März 2019]).
5. ↑  Bastei Lübbe Verlag (Memento vom 23. Februar 2011 im Internet Archive)
6. ↑  Hörbuchportal Audible.de